# Ždiarny potok
Ždiarny potok je potok na Horehroní, ve východní části okresu Brezno. Je to pravostranný přítok Hronu, měří 7,2 km a je tokem III. řádu.

## Pramen
Pramení v Nízkých Tatrách, v geomorfologickém podcelku Kráľovohoľské Tatry, na jižním svahu Stredné hole (1875,9 m n. m.) v nadmořské výšce přibližně 1500 m n. m.

## Popis toku
Nejprve teče jihozápadním směrem až po soutok s přítokem (1131,8 m n. m.) pramenícím na jižním svahu Orlové (1840,4 m n. m.) a odtud pokračuje na jih přes lokalitu Ždiarny les. Na středním toku se výrazně esovitě stáčí, přechodně teče více směrem na JZ, pak znovu na jih a vstupuje do Horehronského podolí, do geomorfologického podcelku Heľpianske podolie. Zde se nejprve obloukem stáčí na západ, zprava přibírá přítok z jihovýchodního úpatí Ždiarné (1192,0 m n. m.), vzápětí další pravostranný přítok z jižního úpatí Ždiarné a pokračuje jihozápadním směrem. Konečně podteká železniční trať č. 170 i státní silnici č. 66 a jihovýchodně od Pohorelské Maši ústí v nadmořské výšce cca 703 m n. m. do Hronu.